# سموغ
سَمُوغ (بالإنجليزية: Smaug)‏ هو تنين خيالي ظهر في رواية الهوبيت عام 1937 لج. ر. ر. تولكين. وصف سموغ في الرواية بأنه جشع وقوي جدا وشرير ويحب الكنوز كثيراً وهو أقوى تنين في تاريخ تنانين هو الذي احتل عرش الأقزام منذ عهد جد ثورين ..وهو يرقد على الذهب والمعادن وجميع كنوز المملكة ولعل شخصية سموغ المتمثلة في تنين هي الأكثر بالاستشهاد بكلمة ” لا تدع مخيلتك تهرب معك “.

## وصلات خارجية
- Image of Smaug by J.R.R. Tolkien على Tolkien Gateway
- Forbes magazine analysis of Smaug's net worth.